# خاندان تسوتسوی
خاندان تسوتسوی (انگلیسی: Tsutsui clan) یکی از خاندان‌های ژاپنی در دوره سنگوکو بود. در طی قرن شانزدهم خاندان تسوتسوی به‌طور عمده کنترل ولایت یاماتو را تحت تأثیر دایمیو، تسوتسوی جونکی در دست داشت. تسوتسوی به زودی به عنوان خاندان ملازم خاندان اودا تبدیل شد، و در نتیجه قدرت این خاندان در اثر قدرت گرفتن خاندان اودا، کمی افزایش یافت. پس از کشته شدن جونکی در طی نبردی خاص علیه اودا نوبوکاتسو، قدرت خاندان تسوتسوی تا حد زیادی سقوط کرد. سرنوشت خاندان تسوتسوی از این مرحله به بعد ناشناخته است.